# HMS Exmouth (H02)
Pour les autres navires du même nom, voir HMS Exmouth.
Pour les articles homonymes, voir H02.
Le HMS Exmouth (pennant number H02) est un destroyer de classe E construit en tant que leader de flottille lancé pour la Royal Navy en 1934.

## Construction

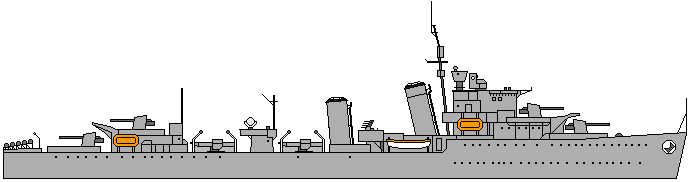
Profil d'un destroyer de la classe E.

L'Exmouth est commandé, dans le cadre du programme naval de 1931, le 1er novembre 1932 pour le chantier naval de Portsmouth Dockyard de Portsmouth en Angleterre. La pose de la quille est effectuée le 16 mai 1933, l'Exmouth est lancé le 7 février 1934 et mis en service le 3 octobre 1934.
L'Exmouth est un des 9 navires de la classe E, version allongée de la classe A de 1927 et sur la classe D précédente, permettant d'améliorer leur endurance. Ses quatre canons, en affût simple, sont de 120 mm (4,7 pouces). Ils sont superposés deux à la proue et les deux autres à la poupe. Deux plateformes de tubes lance-torpilles quadruples de 533 mm sont présentes dans l'axe du navire, installées après les deux cheminées et séparées par une plateforme projecteur. Il n'est pas équipé à l'origine comme dragueur de mines.
Les destroyers des classes E déplacent 1 428 t en charge normale et 1 970 t en pleine charge. Ils ont une longueur totale de 100,3 mètres, une largeur de 10,1 mètres et un tirant d'eau de 3,8 mètres. Mais le Exmouth en tant que Leader de flottille possède des dimensions légèrement agrandies: une longueur totale de 104,5 mètres, une largeur de 10,3 mètres et un tirant d'eau de 3,8 mètres pour un déplacement de 1 519 t en charge normale et 2 080 t en pleine charge. Ils sont propulsés par deux turbines à vapeur à engrenages Parsons, chacune entraînant un arbre d'hélice, utilisant la vapeur fournie par trois chaudières à trois tambours Almirauty qui fonctionnent à une pression de 20,7 bar et à une température de 327 °C. Les turbines développent une puissance totale de 36 000 chevaux-vapeur (27 000 kW) (38 000 ch pour le Exmouth) et atteignent une vitesse maximale de 35,5 nœuds (65,7 km/h). Les destroyers transportent un maximum de 470-480 tonnes de mazout, ce qui leur donne une autonomie de 6 350 milles nautiques (11 760 km) à 15 nœuds (28 km/h).L'effectif du navire est de 145 officiers et matelots (175 hommes pour le Exmouth) .

## Histoire
Lors de sa mise en service le 9 novembre 1934, l'Exmouth a été désigné comme leader de la 5e flottille de destroyers de la Home Fleet (flotte intérieure). Les tensions accrues entre le royaume d'Italie (Regno d'Italia) et l'Empire éthiopien (alors connu sous le nom « d'Abyssinie » en Europe) - qui ont finalement conduit au déclenchement de la seconde guerre italo-éthiopienne - ont amené l'amirauté à rattacher la flottille à la Mediterranean Fleet (Flotte méditerranéenne) d'août 1935 à mars 1936, bien que l'Exmouthait été réaménagé à Alexandrie du 4 octobre 1935 au 5 janvier 1936.
L'Exmouth patrouille dans les eaux espagnoles pendant la guerre civile espagnole en appliquant les décrets du Comité international pour la non-intervention entre les carénages annuels à Portsmouth entre le 17 novembre 1936 et le 19 janvier 1937 et entre le 21 novembre 1938 et le 16 janvier 1939. Il rentre en Grande-Bretagne en mars et l'Exmouth est affecté à des tâches d'entraînement et de travail avec la Home Fleet  basée à Portsmouth le 28 avril. Il exerce ces fonctions jusqu'au 2 août, date à laquelle il est mis en service en tant que leader de la 12e flottille de destroyers.

### Seconde Guerre mondiale
L'Exmouth et sa flottille sont initialement affectés à la Home Fleet dès le début de la Seconde Guerre mondiale en septembre 1939. Le navire et deux de ses compagnons de flottille, Eclipse et Echo, escortent le croiseur de bataille Hood alors qu'il recherche les pilleurs de navires de commerce allemands au sud de l'Islande à la fin novembre. En décembre, il est transféré au Western Approaches Command (Commandement des approches occidentales) pour effectuer des patrouilles et escorter des convois, mais est transféré à Rosyth en janvier 1940 pour effectuer les mêmes tâches en mer du Nord.
Il escorte le navire marchand Cyprian Prince le 21 janvier 1940 lorsqu'il est repéré par le sous-marin allemand (U-Boot) U-22, commandé par Karl-Heinrich Jenisch, et est torpillé à 5 h 35. Il coule en perdant tous ses occupants à la position géographique de 58° 18′ N, 2° 25′ O. Après avoir coulé l'Exmouth, le sous-marin a également tiré sur le Cyprian Prince dont le capitaine a estimé qu'il est trop dangereux de ramasser les survivants. Plus tard, dix-huit corps, échoués, sont retrouvés par un écolier qui faisait l'école buissonnière près de Wick. Ils sont enterrés avec tous les honneurs militaires dans le cimetière de Wick.
L'épave du Exmouth a été découverte dans le Moray Firth en juillet 2001 par une expédition indépendante, dont les conclusions ont été vérifiées par le Historic Scotland. L'épave est l'une de celles qui figurent sur la liste des "lieux protégés" de la loi de 1986 sur la protection des restes militaires (Protection of Military Remains Act 1986) .

### Honneurs de bataille
- ATLANTIC 1939

### Participation auxconvois
L'Exmouth a navigué avec les convois suivants au cours de sa carrière : 
1. Convoi BC 5
2. Convoi BC 6/1
3. Convoi BC 9R
4. Convoi BC 10/1
5. Convoi BC 11/1
6. Convoi HN 6

### Commandement
- Captain (Capt.) Richard Stoddart Benson (RN) du 31 juillet 1939 au 21 janvier 1940